# لیلیدیل، تاسمانیا
لیلیدیل (به انگلیسی: Lilydale) یک شهرک در استرالیا است که در تاسمانی واقع شده‌است.